# Lachnolaimus

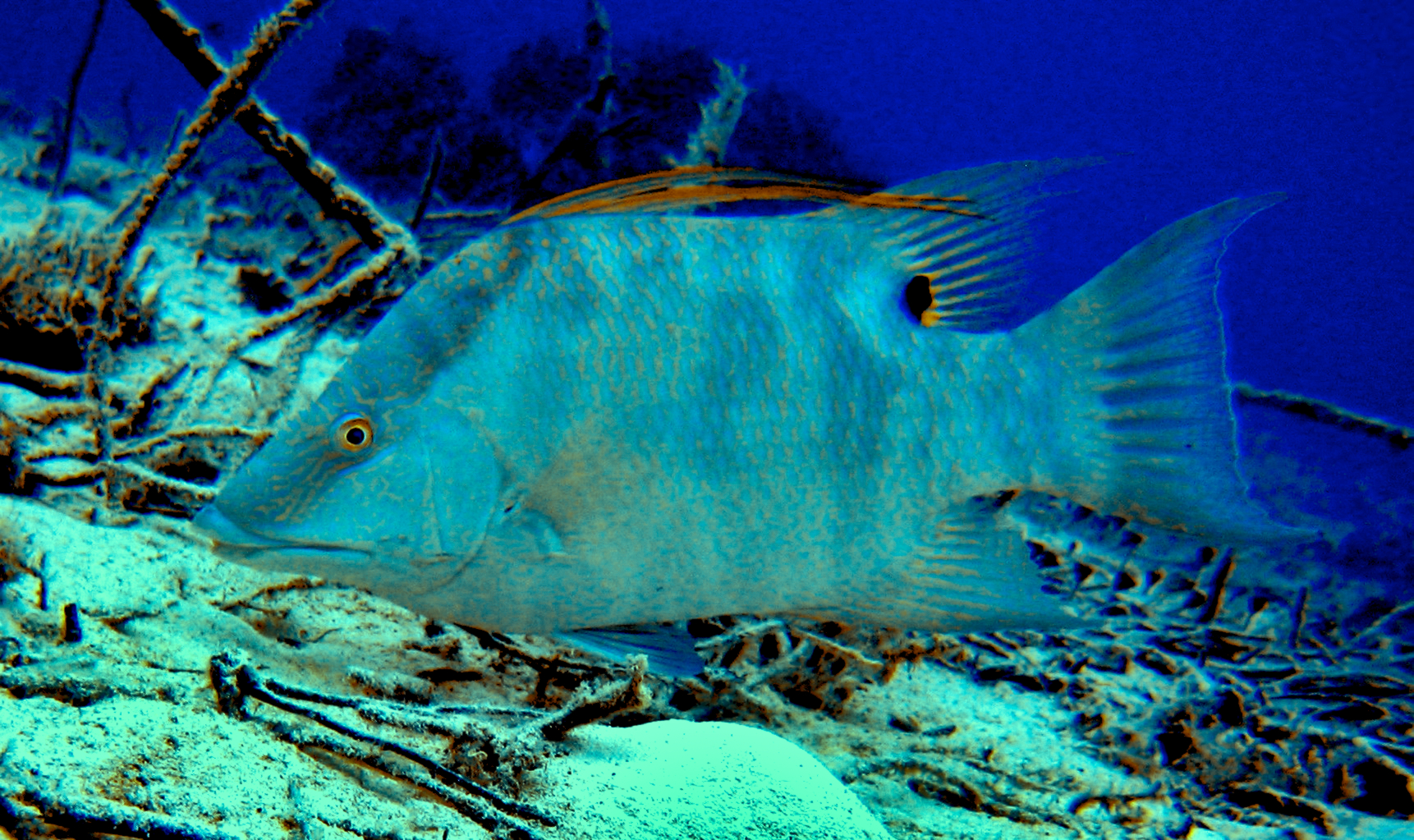
Lachnolaimus maximus fotografiado en Puerto Morelos (Yucatán, México).

Lachnolaimus  es un género de peces de la familia de los Labridae y del orden de los Perciformes.

## Especies
De acuerdo con FishBase:
- Lachnolaimus maximus (Walbaum, 1792)

## Entaces externos
- «ITIS» (en inglés). Consultado el 16 de agosto de 2011.
- «BioLib» (en inglés). Consultado el 16 de agosto de 2011.
- «Animal Diversity Web» (en inglés). Consultado el 16 de agosto de 2011.
- «Catalogue of Life» (en inglés). Archivado desde el original el 3 de diciembre de 2009. Consultado el 16 de agosto de 2011.
- «World Register of Marine Species» (en inglés). Consultado el 16 de agosto de 2011.
- «Lachnolaimus - Encyclopedia of Life» (en inglés). Consultado el 16 de agosto de 2011. (enlace roto disponible en Internet Archive; véase el historial, la primera versión y la última).
- «ZipCodeZoo.com» (en inglés). Archivado desde el original el 15 de septiembre de 2012. Consultado el 16 de agosto de 2011. «Galería de imágenes».